# Florian Zakrzewski
Florian Zakrzewski herbu Wyssogota – cześnik wschowski, jako poseł ziemi wschowskiej na Sejm Rozbiorowy 1773–1775 wszedł w skład delegacji wyłonionej pod naciskiem dyplomatów trzech państw rozbiorczych, mającej przeprowadzić rozbiór.
Członek konfederacji Adama Ponińskiego w 1773 roku. 18 września 1773 roku podpisał traktaty cesji przez Rzeczpospolitą Obojga Narodów ziem zagarniętych przez Rosję, Prusy i Austrię w I rozbiorze Polski.